# Var de stok
Var de stok (Engelse titel: Var the Stick) is een sciencefictionroman uit 1976 van de Amerikaanse schrijver Piers Anthony.

## Synopsis
Tweede boek van de "Battle Circle"-serie: Sos controleert het Rijk en zijn tegenstander Sol controleert de berg. Wanneer ze tegen elkaar ten strijde zouden trekken, heeft dit fatale gevolgen voor de aarde. Var, half dier en half mens is de uitverkorene om deze vernietiging tegen te gaan. Hij zwerft de wereld rond nadat hij werd verbannen uit zijn eigen legioen. Met enkel zijn eigen moed en vaardigheid en het gezelschap van zijn dappere metgezel Soli waar hij meer van houdt dan van zijn eigen leven, is hij op de vlucht voor een zekere dood. Soli is de jonge dochter van Sol. Terwijl zij vluchten en avonturen meemaken, volgt Sol de Meester hem alleen maar om zijn dochter terug te krijgen. Als dat eindelijk het geval is, moet Sol al zijn vaardigheden benutten om Var en Soli het leven te gunnen.
Het verhaal speelt zich af in een post-apocalyptische wereld getroffen door een kernramp of het gebruik van kernwapens. Var en Sol trekken vanuit de Verenigde Staten via Canada, de Aleoeten, Sachalin richting China. De samenleving aldaar, teruggekeerd naar het feodale systeem van dynastieën bevalt hun niet en ze keren terug naar Amerika.  